# Arthur Ellis-díj
Az Arthur Ellis-díj (Arthur Ellis Awards) egy irodalmi díj, melyet évente ad át a Crime Writers of Canada (Kanada Krimi írói) a legjobb kanadai krimi és mystery könyvért.
A díjat Arthur Ellisről nevezték el, Kanada hivatalos nemzeti hóhérjának álnevéről. A díj maga is egy fából kifaragott hóhért ábrázol. A szobor karjai és lábai mozognak a rájuk kötözött zsinór meghúzásakor.

## Legjobb regény
- 1984 – Eric Wright, The Night the Gods Smiled
- 1985 – Howard Engel, Murder Sees the Light
- 1986 – Eric Wright, Death in the Old Country
- 1987 – Edward O. Phillips, Buried on Sunday
- 1988 – Carol Shields, Swann: A Mystery
- 1989 – Chris Scott, Jack
- 1990 – Laurence Gough, Hot Shots
- 1991 – L.R. Wright, A Chill Rain in January
- 1992 – Peter Robinson, Past Reason Hated
- 1993 – Carsten Stroud, Lizardskin
- 1994 – John Lawrence Reynolds, Gypsy Sins
- 1995 – Gail Bowen, A Colder Kind of Death
- 1996 – L.R. Wright, Mother Love
- 1997 – Peter Robinson, Innocent Graves
- 1998 – William Deverell, Trial of Passion
- 1999 – Nora Kelly, Old Wounds
- 2000 – Rosemary Aubert, The Feast of Stephen
- 2001 – Peter Robinson, Cold is the Grave
- 2002 – Michelle Spring, In the Midnight Hour
- 2003 – Rick Mofina, Blood of Others
- 2004 – Giles Blunt, The Delicate Storm
- 2005 – Barbara Fradkin, Fifth Son
- 2006 – William Deverell, April Fool
- 2007 – Barbara Fradkin, Honour Among Men
- 2008 – Jon Redfern, Trumpets Sound No More
- 2009 – Linwood Barclay, Too Close to Home
- 2010 – Howard Shrier, High Chicago
- 2011 – Louise Penny, Bury Your Dead
- 2012 – Peter Robinson, Before the Poison
- 2013 – Giles Blunt, Until the Night
- 2014 - Seán Haldane, The Devil’s Making
- 2015 - C. C. Humphreys, Plague: Murder has a New Friend
- 2016 - Peter Kirby, Open Season
- 2017 - Donna Morrissey, The Fortunate Brother
- 2018 - Peter Robinson, Sleeping in the Ground
- 2019 - Anne Emery, Though the Heavens Fall
- 2020 - Michael Christie, Greenwood
- 2021 - Will Ferguson, The Finder
- 2022 - Dietrich Kalteis, Under the Outlaw Moon
- 2023 - Anthony Bidulka, Going to Beautiful

## Legjobb novella
- 1988 – Eric Wright, Looking for an Honest Man
- 1989 – Jas. R. Petrin, Killer in the House
- 1990 – Josef Skvorecky, Humbug
- 1991 – Peter Robinson, Innocence
- 1992 – Eric Wright, Two in the Bush
- 1993 – Nancy Kilpatrick, Mantrap
- 1994 – Robert J. Sawyer, Just Like Old Times
- 1995 – Rosemary Aubert, The Midnight Boat Toronto Palermo
- 1996 – Mary Jane Maffini, Cotton Armour
- 1997 – Richard K. Bercuson, Dead Run
- 1998 – Sue Pike, Widow's Weeds
- 1999 – Scott MacKay, Last Inning
- 2000 – Matt Hughes, One More Kill
- 2001 – Peter Robinson, Murder in Utopia
- 2002 – Mary Jane Maffini, Sign of the Times
- 2003 – James Powell, Bottom Walker
- 2004 – Gregory Ward, Dead Wood
- 2005 – Leslie Watts, Crocodile Tears
- 2006 – Rick Mofina, Lightning Rider
- 2007 – Dennis Richard Murphy, Fuzzy Wuzzy
- 2008 – Leslie Watts, Turners
- 2009 – Pasha Malla, Filmsong
- 2010 – Dennis Richard Murphy, Prisoner in Paradise
- 2011 – Mary Jane Maffini, So Much in Common
- 2012 – Catherine Astolfo, What Kelly Did
- 2013 – Yasuko Thanh, Switch-blade Knife
- 2013 - Sablon:Lien, Switch-blade Knife
- 2014 - Twist Phelan, Footprints in Water
- 2015 - Margaret Atwood, Stone Mattress
- 2016 - Scott Mackay, The Avocado Kid
- 2017 - Susan Daly, A Death at the Parsonage
- 2018 - Catherine Astolfo, The Outlier
- 2019 - Linda L. Richards, Terminal City
- 2020 - Peter Sellers, Closing Doors
- 2021 - Marcelle Dubé, Cold Wave
- 2022 - Elizabeth Elwood, Number 10 Marlborough Place
- 2023 - Craig H. Bowlsby, The Girl Who Was Only Three Quarters Dead

## Legjobb első regény
- 1987 – Medora Sale, Murder on the Run
- 1988 – Laurence Gough, The Goldfish Bowl
- 1989 – John Brady, A Stone of the Heart
- 1990 – John Lawrence Reynolds, The Man Who Murdered God
- 1991 – Carsten Stroud, Sniper's Moon
- 1992 – Paul Grescoe, Flesh Wound
- 1993 – Sean Stewart, Passion Play
- 1994 – Gavin Scott, Memory Trace
- 1995 – Sparkle Hayter, What's A Girl Gotta Do?
- 1996 – közösen John Spencer Hill, The Last Castrato és D.H. Toole, Moonlit Days and Nights
- 1997 – C. C. Benison, Death At Buckingham Palace
- 1998 – Kathy Reichs, Déja Dead
- 1999 – Liz Brady, Sudden Blow
- 2000 – Andrew Pyper, Lost Girls
- 2001 – Mark Zuehlke, Hands Like Clouds
- 2002 – Jon Redfern, The Boy Must Die
- 2003 – James W. Nichol, Midnight Cab
- 2004 – Jan Rehner, Just Murder
- 2005 – Jon Evans, Dark Places
- 2006 – Louise Penny, Still Life
- 2007 – Anne Emery, Sign of the Cross
- 2008 – Liam Durcan, Garcia's Heart
- 2009 – Howard Shrier, Buffalo Jump
- 2010 – Alan Bradley, The Sweetness at the Bottom of the Pie
- 2011 – Avner Mandelman, The Debba
- 2012 – Ian Hamilton, The Water Rat of Wanchai
- 2013 – Simone St. James, The Haunting of Maddy Clare
- 2014 - J. Kent Messum, Bait
- 2015 - Steve Burrows, A Siege of Bitterns
- 2016 - Ausma Zehanat Khan, The Unquiet Dead
- 2017 - Elle Wild, Strange Things Done
- 2018 - Dave Butler, Full Curl
- 2019 - A. J. Devlin, Cobra Clutch
- 2020 - Philip Elliott, Nobody Move
- 2021 - Guglielmo D’Izza, The Transaction
- 2022 - Ashley Audrain, The Push
- 2023 - Sam Shelstad, Citizens of Light

## Legjobb igaz történeten alapuló krimi
- 1985 – Martin Friedland, The Trials of Israel Lipsky
- 1986 – Maggie Siggins, A Canadian Tragedy
- 1987 – Elliott Leyton, Hunting Humans
- 1988 – Gary Ross, Stung: The Incredible Obsession of Brian Moloney
- 1989 – Mick Lowe, Conspiracy of Brothers
- 1990 – Lisa Priest, Conspiracy of Silence
- 1991 – Susan Mayse, Ginger: The Life and Death of Albert Goodwin
- 1992 – William Lowther, Arms and the Man: Dr. Gerald Bull, Iraq and the Supergun
- 1993 – Kirk Makin, Redrum the Innocent
- 1994 – David R. Williams, With Malice Aforethought
- 1995 – Michael Harris, The Prodigal Husband
- 1996 – Lois Simmie, The Secret Lives of Sgt. John Wilson
- 1997 – Jean Monet, The Cassock And The Crown
- 1998 – Patricia Pearson, When She Was Bad: Violent Women and The Myth of Innocence
- 1999 – Derek Finkle, No Claim to Mercy
- 2000 – Gordon Sinclair, Jr., Cowboys and Indians
- 2001 – A.B. McKillop, The Spinster and the Prophet
- 2002 – Stevie Cameron and Harvey Cashore, The Last Amigo
- 2003 – Andrew Mitrovica, Covert Entry
- 2004 – Julian Sher and William Marsden, The Road to Hell
- 2005 – Matthew Hart, The Irish Game
- 2006 – Rebecca Godfrey, Under the Bridge: The True Story of the Murder of Reena Virk
- 2007 – Brian O'Dea, High: Confessions of a Pot Smuggler
- 2008 – Julian Sher, One Child at a Time
- 2009 – Michael Calce és Craig Silverman, Mafiaboy
- 2010 – Terry Gould, Murder Without Borders
- 2011 – Stevie Cameron, On the Farm
- 2012 – Joshua Knelman, Hot Art
- 2013 – Steve Lillebuen, The Devil's Cinema: The Untold Story behind Mark Twitchell's Kill Room

## Legjobb ifjúsági krimi
- 1994 – John Dowd, Abalone Summer
- 1995 – James Heneghan, Torn Away
- 1996 – Norah McClintock, Mistaken Identity
- 1997 – Linda Bailey, How Can a Frozen Detective Stay Hot on the Trail?
- 1998 – Norah McClintock, The Body in the Basement
- 1999 – Norah McClintock, Sins of the Father
- 2000 – Linda Bailey, How Can a Brilliant Detective Shine in the Dark?
- 2001 – Tim Wynne-Jones, The Boy in the Burning House
- 2002 – Norah McClintock, Scared to Death
- 2003 – Norah McClintock, Break and Enter
- 2004 – Graham McNamee, Acceleration
- 2005 – Carrie Mac, The Beckoners
- 2006 – Vicki Grant, Quid Pro Quo
- 2007 – Sean Cullen, Hamish X and the Cheese Pirates
- 2008 – Shane Peacock, Eye of the Crow
- 2009 – Sharon E. McKay, War Brothers
- 2010 – Barbara Haworth-Attard, Haunted
- 2011 – Alice Kuipers, The Worst Thing She Ever Did
- 2012 – Tim Wynne-Jones, Blink & Caution
- 2013 – Shane Peacock, Becoming Holmes
- 2016 - Stephanie Tromly, Trouble is a Friend of Mine
- 2017 - Gordon Korman, Masterminds
- 2018 - Linwood Barclay, Chase — Get Ready to Run
- 2019 - Linwood Barclay, Escape
- 2020 - Tom Ryan, Keep This to Yourself
- 2021 - Frances Greenslade, Red Fox Road
- 2022 - Kevin Sands, The Traitor’s Blade
- 2023 - Jo Treggiari, Heartbreak Homes

## Legjobb francia nyelvű krimi
- 2000 – Lionel Noel, Louna
- 2001 – Norbert Spehner, Le roman policier en Amérique française
- 2002 – Anne-Michèle Lévesque, Fleur invitait au troisième
- 2003 – Jacques Côté, Le rouge ideal
- 2004 – Jean Lemieux, On finit toujours par payer
- 2005 – Ann Lamontagne, Les douze pierres
- 2006 – Gérard Galarneau, Motel Riviera
- 2007 – A kevés jelentkező miatt nem osztottak díjat.
- 2008 – Mario Bolduc, Tsiganes
- 2009 – Jacques Côté, Le Chemin des brumes
- 2010 – Jean Lemieux, Le mort du chemin des Arsene
- 2011 – Jacques Côté, Dans le quartier des agités
- 2012 – Martin Michaud, La chorale du diable
- 2013 – Mario Bolduc, La nuit des albinos
- 2014 - Maureen Martineau, L'Enfant promis
- 2015 - Andrée A. Michaud, Bondrée
- 2016 - Jean Lemieux, Le Mauvais Côté des choses
- 2017 - Marie-Eve Bourrassa, Red Light : Adieu, Mignonne
- 2018 - Marie Saur, Les Tricoteuses
- 2019 - Hervé Gagnon, Adolphus
- 2022 - Roxanne Bouchard, La Mariée de corail

## Derrick Murdoch-díj
A krimi és a mystery műfajában elért kimagasló alkotásért járó díj.
- 1984 – Derrick Murdoch
- 1985 – Tony Aspler
- 1986 – Margaret Millar
- 1987 – A Canadian Broadcasting Corporation dráma osztálya
- 1988 – J.D. Singh és Jim Reicker
- 1990 – Eric Wilson
- 1992 – William Bankier, James Powell és Peter Sellers
- 1995 – Jim és Margaret McBride
- 1998 – Howard Engel és Eric Wright
- 1999 – Ted Wood
- 2000 – Eddie Barber, Rick Blechta, John North és David Skene-Melvin
- 2001 – L.R. Wright
- 2002 – James Dubro és Caro Soles
- 2003 – Margaret Cannon
- 2004 – Cheryl Freedman
- 2005 – Max Haines
- 2006 – Mary Jane Maffini
- 2007 – Nem osztottak díjat.
- 2008 – Edward D. Hoch
- 2009 – Gail Bowen
- 2010 – Peter Robinson
- 2011 – Louise Allin és N.A.T. Grant
- 2012 – Don Graves és Catherine Astolfo
- 2013 – Lyn Hamilton
- 2015 - Sylvia McConnell
- 2017 - Christina Jennings
- 2019 - Vicki Delany
- 2020 - Peter Robinson
- 2021 - Marian Misters[1]
- 2023 - Jack Batten

## Legjobb műfaj kritika
Ezt a díjat mindössze kétszer adták át.
- 1991 – Donald A. Redmond, Sherlock Holmes Among the Pirates
- 1992 – Wesley A. Wark, Spy Fiction, Spy Films and Real Intelligence

## Legjobb dráma
Ezt a díjat csak egyszer adták át.
- 1994 – Timothy Findley, The Stillborn Lover

## Legjobb még ki nem adott első regény
- 2007 – Phyllis Smallman, Margarita Nights
- 2008 – D.J. McIntosh, The Witch of Babylon
- 2009 – Douglas A. Moles, Louder
- 2010 – Gloria Ferris, The Corpse Flower
- 2011 – John Jeneroux, Better Off Dead
- 2012 – Sam Wiebe, Last of the Independents
- 2013 – Coleen Steele, Sins Revisited

## Lásd még
- Irodalmi díjak listája